# Mare de Déu de Gósol

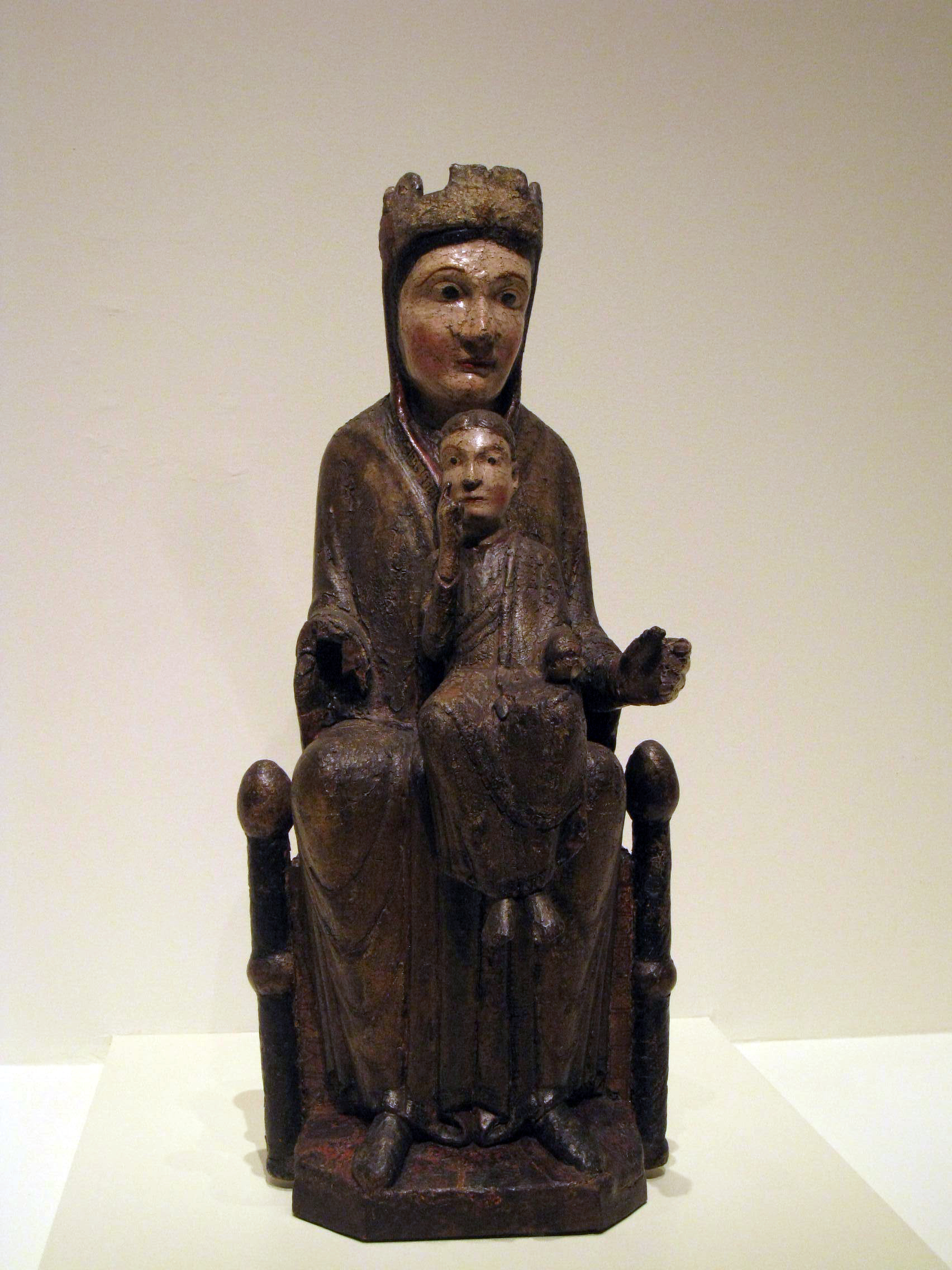
Mare de Déu del castell de Gósol, al MNAC.

La Mare de Déu de Gósol és una talla romànica de fusta policromada que procedeix de l'església de Santa Maria del Castell de Gósol, al Berguedà, i data de la segona meitat del segle xii. La imatge original és custodiada pel Museu Nacional d'Art de Catalunya, mentre que a l'església parroquial de Gósol, també dedicada a la Mare de Déu, se'n pot admirar una còpia.

## Descripció
Aquesta talla representa la Mare de Déu asseguda en un setial amb l'infant Jesús sobre els genolls, en una composició de tipus Sedes sapientiae, o «Tron de Saviesa». Te unes mides de 85,5 x 39,5 x 32 cm d'acord amb el MNAC, i de 77 cm d’alt per 30 d’amplada màxima a la base, d'acord amb la Gran Enciclopèdia Catalana.
La Mare porta una corona sota el qual es veu el cabell pentinat amb una clenxa al mig. Té una expressió plàcida i estàtica. No se sap si portava alguna cosa a les mans, ja que li falta el braç dret, i la punta dels dits de la mà esquerra.
El Nen està assegut al centre de la falda en orientació frontal i mirant una mica cap a la seva dreta. No porta corona i el cabell té un serrell que li emmarca el front. Amb la mà dreta beneeix, mentre que a la mà esquerra sosté una fruita que representa la bola del món. La seva figura evoca el poder i la majestat.
Les dues figures porten túnica i mantell, amb plecs precisos que donen una certa agilitat. La verge porta els peus calçats mentre el nen va descalç.
El setial té la particularitat de tenir els dos muntants frontals estriats en espiral, amb un acabament en pinya.
Tot plegat respon a una composició romànica clàssica i principalment hieràtica.